# アミラニ
アミラニ（Amirani）またはアミラン（Amiran）は、コーカサスの神話、グルジアの叙事詩に登場する半神半人の英雄。神々から火を盗み、人間に与えたことでカズベク山に縛られ、死ぬことなく永久に鷲に内臓を貪られるという罰を受けた。その伝承の起源は紀元前3000年紀から紀元前2000年紀の鉄器時代が発祥とする説もあり、故にギリシャ神話におけるプロメテウスの物語の原型と考えられている。